# Vidal (poeta portoghese)
Vidal (Elvas, ... – ...; fl. XIV secolo) è stato un poeta portoghese, attivo nella prima metà del XIV secolo.

## Biografia
Ebreo, originario di Elvas, è autore di due cantigas de amor innovative per quanto concerne la tematica e la metrica, nelle quali introduce elementi completamente nuovi, come per es. il riferimento al peito branco (seno bianco) della donna, rispetto all'astrazione propria del genere. Si pensa che Vidal non fosse di rango elevato, bensì un borghese o artigiano. Le sue composizioni tentano di imitare il modello trobadorico.

## Rubrica
In una rubrica introduttiva ai testi si legge:
(L. Stegagno-Picchio, As cantigas de amor de Vidal, judeu de Elvas, p. 85)

## Cantigas de amor
Riportiamo di seguito alcuni versi di una delle due cantigas:
por hûa Dona d'Elvas

que me trage tolheyto,

como a quen dam as hervas.

Des que lh'eu vi o peyto

branco, dix'aas ssas servas:

"A mha coyta non á par,

ca ssey que me quer matar,

e quero eu morrer por ela,

ca me non poss'ém guardar".»
per una Dona di Elvas

che mi ha sì distrutto

come a chi danno erbe.

Da che vidi il suo seno

bianco, dissi alle sue serve:

"La mia pena non ha eguali,

e so che mi vuole ammazzare,

e voglio io per lei morire,

poiché no 'l posso evitare".»
(L. Stegagno-Picchio, As cantigas de amor de Vidal, judeu de Elvas, p. 85)